# Evropski komisar za kohezijo in reforme
Evropski komisar za kohezijo in reforme je član Evropske komisije, odgovoren za upravljanje regionalne politike Evropske unije, kot je Evropski sklad za regionalni razvoj, ki zaseda tretjino proračuna EU.

## Seznam komisarjev
|    | ime                  | Država              | Obdobje   | provizija                                   |
| -- | -------------------- | ------------------- | --------- | ------------------------------------------- |
| 1  | Hans von der Groeben | Nemčija             | 1967–1970 | Reyeva komisija                             |
| 2  | Albert Borschette    | Luksemburg          | 1970–1973 | Malfattijeva komisija, Mansholtova komisija |
| 3  | George Thomson       | Združeno kraljestvo | 1973–1977 | Ortolijeva komisija                         |
| 4  | Antonio Giolitti     | Italija             | 1977–1985 | Jenkinsova komisija, Thornova komisija      |
| 5  | Grigoris Varfis      | Grčija              | 1985–1989 | Delorsova komisija                          |
| 6  | Bruce Millan         | Združeno kraljestvo | 1989–1994 | Delorsova komisija                          |
| 7  | Monika Wulf-Mathies  | Nemčija             | 1994–1999 | Santerjeva komisija                         |
| 8  | Michel Barnier       | Francija            | 1999–2004 | Prodijeva komisija                          |
| 9  | Jacques Barrot       | Francija            | 2004      | Prodijeva komisija                          |
| 10 | Péter Balázs         | Madžarska           | 2004      | Prodijeva komisija                          |
| 11 | Danuta Hübner        | Poljska             | 2004–2009 | Barrosova komisija                          |
| 12 | Paweł Samecki        | Poljska             | 2009–2010 | Barrosova komisija                          |
| 13 | Johannes Hahn        | Avstrija            | 2010–2014 | Barrosova II. komisija                      |
| 14 | Corina Crețu         | Romunija            | 2014–2019 | Junckerjeva komisija                        |
| 15 | Elisa Ferreira       | Portugalska         | 2019–2024 | Von der Leyenova komisija                   |
| 16 | Raffaele Fitto       | Italija             | 2024–     | Von der Leyenova II. komisija               |